# A Real Madrid CF 1959–1960-as szezonja
A Real Madrid CF 1959–1960-as szezonja a csapat 56. idénye volt fennállása óta, sorozatban 29. a spanyol első osztályban. A szezon 1959. július 3-án kezdődött, és 1960. május 18-án ért véget.

## Bajnokság
Győzelem
      Döntetlen
      Vereség
| Forduló | Ellenfél    | H/V | Eredmény |
| ------- | ----------- | --- | -------- |
| 1       | Betis       | H   | 7–1      |
| 2       | Valencia    | V   | 2–1      |
| 3       | Español     | H   | 4–0      |
| 4       | Zaragoza    | V   | 2–2      |
| 5       | At. Bilbao  | H   | 3–1      |
| 6       | Elche       | V   | 1–5      |
| 7       | Osasuna     | H   | 7–0      |
| 8       | At. Madrid  | V   | 3–3      |
| 9       | Sevilla     | H   | 1–0      |
| 10      | Oviedo      | V   | 1–1      |
| 11      | Barcelona   | H   | 2–0      |
| 12      | Valladolid  | V   | 3–1      |
| 13      | Granada     | H   | 6–0      |
| 14      | R. Sociedad | V   | 1–3      |
| 15      | Las Palmas  | H   | 2–0      |

| Forduló | Ellenfél    | H/V | Eredmény |
| ------- | ----------- | --- | -------- |
| 16      | Betis       | V   | 1–0      |
| 17      | Valencia    | H   | 2–1      |
| 18      | Español     | V   | 1–1      |
| 19      | Zaragoza    | H   | 2–1      |
| 20      | At. Bilbao  | V   | 1–3      |
| 21      | Elche       | H   | 11–2     |
| 22      | Osasuna     | V   | 1–2      |
| 23      | At. Madrid  | H   | 3–2      |
| 24      | Sevilla     | V   | 4–1      |
| 25      | Oviedo      | H   | 8–1      |
| 26      | Barcelona   | V   | 3–1      |
| 27      | Valladolid  | H   | 1–0      |
| 28      | Granada     | V   | 3–4      |
| 29      | R. Sociedad | H   | 4–0      |
| 30      | Las Palmas  | V   | 0–1      |

## Statisztikák

### Helyezések fordulónként
| Forduló  | 1  | 2 | 3  | 4 | 5  | 6  | 7  | 8 | 9  | 10 | 11 | 12 | 13 | 14 | 15 | 16 | 17 | 18 | 19 | 20 | 21 | 22 | 23 | 24 | 25 | 26 | 27 | 28 | 29 | 30 |
| -------- | -- | - | -- | - | -- | -- | -- | - | -- | -- | -- | -- | -- | -- | -- | -- | -- | -- | -- | -- | -- | -- | -- | -- | -- | -- | -- | -- | -- | -- |
| Eredmény | GY | V | GY | D | GY | GY | GY | D | GY | D  | GY | V  | GY | GY | GY | V  | GY | D  | GY | GY | GY | GY | GY | V  | GY | V  | GY | GY | GY | GY |
| Helyezés | 1  | 3 | 1  | 2 | 2  | 1  | 1  | 2 | 1  | 2  | 1  | 2  | 1  | 1  | 1  | 1  | 1  | 1  | 1  | 1  | 1  | 1  | 1  | 1  | 1  | 1  | 2  | 2  | 1  | 2  |

Helyszín: O = Otthon; I = Idegenben. Eredmény: GY = Győzelem; D = Döntetlen; V = Vereség.
A csapat helyezése fordulónként, idővonalon ábrázolva.

## Interkontinentális kupa döntő

### Első mérkőzés
| 1960. július 3. |

| Peñarol | 0–0         | Real Madrid |
| ------- | ----------- | ----------- |
|         | Jegyzőkönyv |             |

| Estadio Centenario, Montevideo Nézőszám: 71,872 Játékvezető: José Luis Praddaude (spanyol) |

| Peñarol | Real Madrid |

|                 |   |                  |  |
|                 |   |                  |  |
| GK              | 1 | Luis Maidana     |  |
| DF              |   | Santiago Pino    |  |
| DF              |   | William Martínez |  |
| MF              |   | Walter Aguerre   |  |
| MF              |   | Néstor Gonçalves |  |
| MF              |   | Salvador         |  |
| FW              | 7 | Luis Cubilla     |  |
| FW              |   | Carlos Linazza   |  |
| FW              |   | Juan Hohberg     |  |
| FW              | 9 | Alberto Spencer  |  |
| FW              |   | Carlos Borges    |  |
| Vezetőedző:     |   |                  |  |
| Roberto Scarone |   |                  |  |

|              |    |                    |  |
|              |    |                    |  |
| GK           | 1  | Rogelio Domínguez  |  |
| DF           |    | José Santamaría    |  |
| DF           |    | Marquitos          |  |
| MF           |    | Pachín             |  |
| MF           |    | José María Zárraga |  |
| MF           |    | José María Vidal   |  |
| FW           |    | Luis del Sol       |  |
| RW           |    | Canário            |  |
| FW           | 9  | Alfredo Di Stéfano |  |
| FW           | 10 | Puskás Ferenc      |  |
| FW           | 11 | Manolín            |  |
| Vezetőedő:   |    |                    |  |
| Miguel Muñoz |    |                    |  |

|  |

### Visszavágó
| 1960. szeptember 4. |

| Real Madrid                                      | 5–1                | Peñarol     |
| ------------------------------------------------ | ------------------ | ----------- |
| Puskás 2' 8' Di Stéfano 3' Herrera 40' Gento 54' | Report Jegyzőkönyv | Spencer 80' |

| Santiago Bernabéu stadion, Madrid Nézőszám: 100,000 Játékvezető: Ken Aston (angol) |

| Real Madrid | Peñarol |

|              |    |                    |  |
|              |    |                    |  |
| GK           | 1  | Rogelio Domínguez  |  |
| DF           |    | José Santamaría    |  |
| DF           |    | Marquitos          |  |
| MF           |    | Pachín             |  |
| MF           |    | José María Zárraga |  |
| MF           |    | José María Vidal   |  |
| FW           |    | Luis del Sol       |  |
| RW           |    | Chus Herrera       |  |
| FW           | 9  | Alfredo Di Stéfano |  |
| FW           | 10 | Puskás Ferenc      |  |
| FW           | 11 | Francisco Gento    |  |
| Vezetőedző:  |    |                    |  |
| Miguel Muñoz |    |                    |  |

|                 |   |                    |  |  |
|                 |   |                    |  |  |
| GK              | 1 | Luis Maidana       |  |  |
| DF              |   | Santiago Pino      |  |  |
| DF              |   | William Martínez   |  |  |
| MF              |   | Walter Aguerre     |  |  |
| MF              |   | Francisco Majewski |  |  |
| MF              |   | Salvador           |  |  |
| FW              | 7 | Luis Cubilla       |  |  |
| FW              |   | Carlos Linazza     |  |  |
| FW              |   | Juan Hohberg       |  |  |
| FW              | 9 | Alberto Spencer    |  |  |
| FW              |   | Carlos Borges      |  |  |
| Vezetőedző:     |   |                    |  |  |
| Roberto Scarone |   |                    |  |  |

|  |

## Játékoskeret
| #  |                   | Poszt | Név                |
| -- | ----------------- | ----- | ------------------ |
| 1  | ARG               | K     | Rogelio Domínguez  |
| 3  | Spanyol 1945-1977 | V     | José Santamaría    |
| 4  | Spanyol 1945-1977 | V     | Marquitos          |
|    | Spanyol 1945-1977 | V     | Miche              |
| 5  | Spanyol 1945-1977 | KP    | Vidal              |
| 6  | Spanyol 1945-1977 | KP    | Antonio Ruiz       |
| 7  | BRA               | KP    | Didi               |
| 8  | Spanyol 1945-1977 | CS    | Gento              |
| 9  | Spanyol 1945-1977 | CS    | Herrera            |
| 10 | HUN               | CS    | Puskás Ferenc      |
| 11 | ARG               | CS    | Alfredo Di Stéfano |
| 12 | Spanyol 1945-1977 | K     | Bagur              |

| #  |                   | Poszt | Név                |
| -- | ----------------- | ----- | ------------------ |
| 13 | Spanyol 1945-1977 | KP    | José María Zárraga |
| 14 | Spanyol 1945-1977 | CS    | Pepillo            |
| 15 | Spanyol 1945-1977 | V     | Rafael Lesmes      |
| 16 | Spanyol 1945-1977 | CS    | Enrique Mateos     |
| 17 | Spanyol 1945-1977 | K     | Juan Alonso        |
| 18 | Spanyol 1945-1977 | KP    | Juan Santisteban   |
| 19 | ARG               | CS    | Héctor Rial        |
| 20 | BRA               | CS    | Canário            |
| 21 | Spanyol 1945-1977 | CS    | Manuel Bueno       |
|    | Spanyol 1945-1977 | V     | Pantaleón          |
|    | Spanyol 1945-1977 | V     | Pachín             |
| 28 | Spanyol 1945-1977 | KP    | Luis del Sol       |
| 29 | Spanyol 1945-1977 | KP    | Felo               |

## Vezetőedző-váltások
| Távozott vezetőedző   | A kinevezés ideje | Mérkőzések száma távozásáig | Forrás | A távozás ideje   | Helyezés a tabellán | Érkezett vezetőedző | A kinevezés ideje | Forrás | Megjegyzés |
| --------------------- | ----------------- | --------------------------- | ------ | ----------------- | ------------------- | ------------------- | ----------------- | ------ | ---------- |
| Manuel Fleitas Solich | 1959. április     | 33                          |        | 1960. április 12. | 1.                  | Miguel Muñoz        | 1960. április 13. |        |            |

## Bajnokcsapatok Európa-kupája-döntő
| 1960. május 18. |

| Real Madrid                                              | 7–3   | Eintracht Frankfurt     |
| -------------------------------------------------------- | ----- | ----------------------- |
| Di Stéfano 27' 30' 73' Puskás 45' 56' (11-esből) 60' 71' | (3–1) | Kress 18' Stein 72' 75' |

| Hampden Park, Glasgow Nézőszám: 135 000 Játékvezető: Jack Mowat ( Skócia) |

| Real Madrid | E. Frankfurt |

| REAL MADRID: |    |                        |
|              |    |                        |
| GK           | 1  | Rogelio Domínguez      |
| RB           | 2  | Marquitos              |
| CD           | 5  | José Santamaría        |
| LB           | 3  | Pachín                 |
| MF           | 4  | José María Vidal       |
| MF           | 6  | José María Zárraga (C) |
| RW           | 7  | Canário                |
| FW           | 8  | Luis del Sol           |
| FW           | 9  | Alfredo Di Stéfano     |
| FW           | 10 | Puskás Ferenc          |
| LW           | 11 | Francisco Gento        |
| Vezetőedző:  |    |                        |
| Miguel Muñoz |    |                        |

| E. FRANKFURT: |    |                        |
|               |    |                        |
| GK            | 1  | Egon Loy               |
| DF            | 2  | Friedel Lutz           |
| DF            | 3  | Hermann Höfer          |
| MF            | 4  | Hans Weilbächer        |
| DF            | 5  | Hans-Walter Eigenbrodt |
| MF            | 6  | Dieter Stinka          |
| FW            | 7  | Richard Kress          |
| FW            | 8  | Dieter Lindner         |
| FW            | 9  | Erwin Stein            |
| FW            | 10 | Alfred Pfaff (C)       |
| FW            | 11 | Erich Meier            |
| Vezetőedző:   |    |                        |
| Paul Oßwald   |    |                        |

## Pichichi-trófea
| Poszt | Játékos          | klub            | Gólok |
| ----- | ---------------- | --------------- | ----- |
| 1     | Puskás Ferenc    | Real Madrid     | 25    |
| 2     | Eulogio Martínez | Barcelona       | 23    |
| 3     | Arieta           | Atlético Bilbao | 18    |
| 4     | Joaquín Peiró    | Atlético Madrid | 17    |
| 5     | Félix Marcaida   | Atlético Bilbao | 16    |

## Végeredmény
| #  | Klub               | M  | Gy | D | V  | RG | KG | Pont | GK  | Megjegyzés |
| -- | ------------------ | -- | -- | - | -- | -- | -- | ---- | --- | ---------- |
| 1  | FC Barcelona       | 30 | 22 | 2 | 6  | 86 | 28 | 46   | 58  | Bajnok     |
| 2  | Real Madrid CF     | 30 | 21 | 4 | 5  | 92 | 36 | 46   | 56  |            |
| 3  | Athletic Club      | 30 | 19 | 1 | 10 | 74 | 45 | 39   | 29  |            |
| 4  | Sevilla FC         | 30 | 16 | 4 | 10 | 63 | 44 | 36   | 19  |            |
| 5  | Atlético de Madrid | 30 | 15 | 3 | 12 | 59 | 40 | 33   | 19  |            |
| 6  | Real Betis         | 30 | 15 | 3 | 12 | 42 | 53 | 33   | -11 |            |
| 7  | Real Oviedo        | 30 | 13 | 7 | 10 | 38 | 51 | 33   | -13 |            |
| 8  | RCD Espanyol       | 30 | 11 | 8 | 11 | 33 | 29 | 30   | 4   |            |
| 9  | Valencia CF        | 30 | 11 | 6 | 13 | 37 | 33 | 28   | 4   |            |
| 10 | Elche CF           | 30 | 11 | 5 | 14 | 41 | 64 | 27   | -23 |            |
| 11 | Real Zaragoza      | 30 | 10 | 5 | 15 | 49 | 58 | 25   | -9  |            |
| 12 | Granada CF         | 30 | 10 | 5 | 15 | 38 | 52 | 25   | -14 |            |
| 13 | Real Valladolid    | 30 | 11 | 3 | 16 | 48 | 61 | 25   | -13 |            |
| 14 | Real Sociedad      | 30 | 10 | 3 | 17 | 41 | 61 | 23   | -20 |            |
| 15 | CA Osasuna         | 30 | 8  | 2 | 20 | 42 | 75 | 18   | -33 | Kiesett    |
| 16 | UD Las Palmas      | 30 | 5  | 3 | 22 | 24 | 77 | 13   | -53 | Kiesett    |

## Külső hivatkozások
- A Real Madrid hivatalos honlapja (angol nyelven). realmadrid.com
- Spain » Primera División 1959/1960 » (angol nyelven). worldfootball.net